# بزم عاشقان
بزم عاشقان نام یک آلبوم موسیقی سنتی ایرانی باصدای ایرج و اکبر گلپایگانی است. این اثر دربرگیرندهٔ ۳ برنامه از مجموعه گل‌های رنگارنگ به شماره‌های ۵۴۹ (باصدای ایرج)، ۵۵۵ (باصدای گلپایگانی) و ۵۲۲ (باصدای ایرج و گلپایگانی) است. در این آلبوم اشعار پژمان بختیاری، طبیب اصفهانی، آذر بیگدلی، مانی شیرازی، رهی معیری، ابوسعید ابوالخیر، اختر مازندرانی، ناصر بخارایی، سعدی، اهلی شیرازی، کلیم کاشانی، ابراهیم صفا و هما میرافشار خوانده شده‌اند و فرهنگ شریف، جهانگیر ملک، امیرناصر افتتاح، علی تجویدی، احمد عبادی و منصور صارمی به عنوان نوازنده و فیروزه امیرمعز و آذر پژوهش به عنوان گوینده در اثر حضور دارند. این مجموعه را آوای نوین اصفهان منتشر کرده‌است.